# 1030년

## 연호
- 흥료(興遼) 천경(天慶) 2년
- 북송(北宋) 천성(天聖) 8년
- 요(遼) 태평(太平) 10년
- 일본(日本) 조겐(長元) 3년
- 리 왕조(李朝) 티엔타인(天成) 3년

## 기년
- 북송(北宋) 인종(仁宗) 8년
- 요(遼) 성종(聖宗) 49년
- 고려(高麗) 현종(顯宗) 21년
- 리 왕조(李朝) 태종(太宗) 3년

## 사건
- 흥료국이 반역과 거란의 침입으로 인하여 멸망하다.

## 사망
- 8월 28일(음력 7월 27일): 고려 전기의 문신, 진함조